# Pula (giocatore di calcio a 5)
Pula, pseudonimo di Wagner Pereira Caetano (San Paolo, 2 dicembre 1980), è un ex giocatore di calcio a 5 brasiliano naturalizzato russo.

## Carriera
Ha giocato per la Russia alla FIFA Futsal World Cup 2008 organizzata in Brasile. Il 2 ottobre ha realizzato la prima rete nel torneo, nella vittoria per 10-5 contro la nazionale cubana; a fine manifestazione, si è laureato capocannoniere con 16 reti.

## Palmarès

### Competizioni nazionali
- Campionato russo: 6
Dinamo Mosca: 2006-07, 2007-08, 2010-11, 2011-12, 2012-13, 2015-16

### Competizioni internazionali
- Coppa Intercontinentale: 2
Dinamo Mosca: 2013
Magnus: 2018